# Stephan Urwyler
Stephan Urwyler (Zürich, 4 oktober 1961) is een Zwitserse jazzgitarist, zanger en -componist.

## Biografie
Urwyler studeerde aan de Swiss Jazz School in Bern, waar hij sindsdien woont. Hij werkte vanaf het midden van de jaren 80 als gitarist en zanger in de rhythm-and-blues-groep Three Dee. Van 1986 tot 1994 werkte hij mee aan tourneeën, radio- en tv-optredens en drie albums van het City West Quartet, dat hij met Rolf Häsler, Johannes Schaedlich en Christian Scheuber oprichtte. Hij speelde o.m. met Ron McClure, Tim Hagans, Roman Schwaller en Giorgos Antoniou.
Hij was drie jaar lang lid van de groep This Masquerade. Vanaf het einde van de jaren 90 tot 2006 was hij gitarist van het Heimatlandorchesters. Hij werkte regelmatig samen met de groep In Mission of Tradition. Hij werd lid van het Biel-Bienne Jazz and ImproOrchestra, waarmee hij in 2013 de plaat Derwish-Suite opnam. Urwyler is ook te horen op albums van Tinu Heiniger, Joachim Rittmeier, Daniel Erismann en het City West Quartet. In 2016 verscheen de Ep Täg wie dä, met Mundart-blues.
Sinds het midden van de jaren 90 heeft Urwyler een eigen trio, waarmee hij verschillende albums opgenomen. Naast pop-, rock- en jazzmuziek componeerde Urwyler twee symfonieën en klassieke kamermuziek.

## Discografie (selectie)
- Generations, Brambus 1997, met Walter Schmocker en Samuel Rohrer
- Caribeye, 1999
- Super, 2004
- Stephan Urwyler, Regina Litvinova Valser (Unit Records 2014)
- Täg wie dä (DeHai 2016)